# Live on Lansdowne, Boston MA
Live on Lansdowne, Boston MA is het tweede livealbum van de Amerikaanse punkband Dropkick Murphys. Het werd opgenomen gedurende zeven verschillende concerten in Boston.
Het livealbum werd uitgegeven op cd en dubbelelpee op 16 maart 2009 via Born & Bred Records, het platenlabel van de band zelf. Ook werd er een cd-versie van het album uitgegeven met een bonus-cd erbij, dat twee extra nummers bevat. Het album bevat tevens een dvd met daarop live opgenomen videomateriaal van concerten van de band.

## Nummers
| Live on Lansdowne, Boston MA 1. "Famous for Nothing" - 3:03 2. "The State of Massachusetts" - 4:01 3. "Johnny, I Hardly Knew Ya" - 4:52 4. "Time to Go" - 2:36 5. "Sunshine Highway" - 3:19 6. "(F)lannigan’s Ball" - 3:46 7. "Bastards on Parade" - 3:58 8. "God Willing" - 3:25 9. "Caught in a Jar" - 2:41 - 2:37 10. "Captain Kelly’s Kitchen" - 2:39 11. "Citizen C.I.A." - 2:13 12. "Fields of Athenry" - 4:43 13. "Your Spirit’s Alive" - 2:30 14. "The Warrior’s Code" - 4:11 15. "The Dirty Glass" (featuring Liza Graves) - 3:53 16. "Tessie" - 5:25 17. "Forever 2009" - 3:37 18. "Worker’s Song" - 3:28 19. "Kiss Me, I'm Shitfaced" - 6:36 20. "I'm Shipping Up to Boston" (ft. The Mighty Mighty Bosstones) - 2:38 Bonus-cd 1. "Cadence to Arms" 2. "Do or Die" iTunes-bonustracks 1. "10 Years of Service" - 2:48 2. "Shattered" - 3:26 3. "Wheel of Misfortune" - 4:06 4. "Tomorrow's Industry" - 2:56 5. "Baba O'Riley" - 4:08 | Bijhorende dvd 1. "Intro" - 0:15 2. "Famous for Nothing" - 2:53 3. "The State of Massachusetts" - 4:03 4. "Johnny, I Hardly Knew Ya" - 4:46 5. "Time to Go" - 2:39 6. "Sunshine Highway" - 3:38 7. "(F)lannigan’s Ball" - 3:51 8. "Bastards on Parade" - 4:10 9. "God Willing" - 3:30 10. "Caught in a Jar" - 2:41 11. "Captain Kelly’s Kitchen" - 2:48 12. "Citizen C.I.A." - 1:32 13. "Fields of Athenry" - 5:02 14. "Your Spirit’s Alive" - 2:42 15. "The Warrior’s Code" - 2:42 16. "The Dirty Glass" (ft. Liza Graves) - 5:12 17. "Tessie" - 4:41 18. "Forever 2009" - 4:41 19. "Worker’s Song" - 3:29 20. "Kiss Me, I'm Shitfaced" - 6:42 21. "I'm Shipping Up to Boston (Instrumental)" (ft. The Mighty Mighty Bosstones) - 2:53 22. "Credits" - 1:37 |